# Víctor Hugo López
Víctor Hugo López Romero (nacido en Málaga, España el 23 de noviembre de 1982) es un jugador de balonmano español. Juega en la posición de lateral derecho en el club Naturhouse La Rioja de la liga ASOBAL. Mide 1,96 metros y pesa 96 kg.
Ha sido internacional con la Selección española de balonmano y fue convocado para disputar el Mundial de Croacia de 2009. En 2010 fichó por el Naturhouse La Rioja.

## Equipos
- BM Gáldar (2002-2003)
- Balonmano Ciudad de Almería (2003-2005)
- BM Valladolid (2005-2010)
- Naturhouse La Rioja (2010-2013)
- Tv Grosswallstadt (2013-2015)
- Al-Quiyada Handball Club (2015-2016)
- Toyoda Gosei (2016-2018)

## Palmarés
- 1 vez campeón de la Copa del Rey: 2005-2006
- 1 vez campeón de la Recopa de Europa: 2008-2009